# Alan Mahon
Alan Joseph Mahon (født 4. april 1978 i Dublin, Irland) er en irsk tidligere fodboldspiller (offensiv midtbane).
Bortset fra et kortvarigt ophold i Portugal hos Sporting Lissabon tilbragte Mahon hele sin karriere i England. Her spillede han for blandt andet Tranmere, Blackburn Rovers, Wigan Athletic og Burnley. Hos Blackburn var han i 2002 med til at vinde Liga Cuppen.
Mahon spillede desuden to kampe for Irlands landshold, to venskabskampe mod henholdsvis Sydafrika og Grækenland i år 2000.

## Titler
Football League Cup
- 2002 med Blackburn Rovers